# サイコニクス・オスカー
『サイコニクス・オスカー』(PSYCHO-NICS OSCAR)は1987年にデータイーストが開発しアーケードゲームとして発売したコンピューターゲーム。
ジャンルはオリジナルロボット横スクロールアクションシューティング。2020年現在、家庭用への移植はされていない。

## 概要
プレイヤーはオリジナルロボットである精神兵器（サイコメカ）オスカーを操縦して全8ステージを攻略する。1周エンド。
ほぼパターンゲームであり、敵の配置・アルゴリズムやパワーアップさせる順番等を熟知して攻略していけば難しくない部類に入る。
なお、エンディングにて、自機が飛行形態に変形する演出があるものの、ゲーム中は一切変形しない。
面表示はプレイ中は「STAGE」、ランキングは「AREA」、名前登録は「ADVANCE」と表示する。全面クリアした時は面数に「ALL」と表示。

## 基本操作
1レバー、3ボタン。ボタンはショット、ジャンプ、パワーアップに用いる。
レバーで左右に移動および、その方に向く。下に入れるとしゃがむ。しゃがんだ状態では移動はできないが、方向転換は可能。
ショットボタンで自機の向いている方に射程制限のあるショットを水平方向に放って敵を攻撃する。
ジャンプボタンで飛び跳ねる。ボタンを長く押すと高くジャンプし、上昇中にレバーを下に入れると上昇を止める事も可能。ジャンプ中もレバー左右での制御も可。
パワーアップはグラディウスシリーズに近いシステムで、アイテム取得でパワーアップゲージの点灯箇所が動き、ボタンを押す事でゲージの内容に応じたパワーアップをする。
残機数＋耐久力＋時間制となっている。谷底や水に落ちたり、制限時間を超過したり、敵と衝突もしくは被弾して耐久力が減り0になると自機が破壊され、残機数が1つ減る。ミスするとそのステージの進み具合によって再開地点が決まり（前半もしくは最終面だと最初、後半だと中間地点）、装備が全て初期段階に戻る。ただし、パワーアップメーターは変化なし。残機数がなくなるとゲームオーバー。コンティニュー可。
ステージクリアすると残り時間と耐久力に比例したボーナスが加算される。ただし、最終面クリアはボーナスが加算されず、エンディングとなる。

## アイテム
特定の敵を破壊するとアイテム（カプセル）が登場する。しばらくすると消える。
- N

画面下のゲージが1つ分進む。
- M

画面下のゲージが2つ分進む。
- E

耐久力が1つ増える。但し5までしか増えない。クリア時に耐久力が3以上だと3に戻され、3未満の場合はそのまま持ち越される。
- T

制限時間が増える。
- -T

制限時間が減る。
- F

画面内の敵を殲滅する。
- B

ボーナス得点。
- K

20個取ると残機数が1つ増える。いくら集めたかは下のメーターの左隣に表示され、20個集めると表示がリセットされる。

## パワーアップ
パワーアップメーターは5つ表示されている。このうち5つ目のみは、パワーアップせずにメーターを一周させるとパワーアップ内容が変化する。
パワーアップするとメーターはリセットされる。
- ジャンプ

1つ目のゲージのパワーアップ。ジャンプ力および滞空時間が3段階までアップする。
- グレネード

2つ目のゲージのパワーアップ。放物線を描く爆弾を投擲。ミサイルと併用して2つまで装備可。
- ミサイル

3つ目のゲージのパワーアップ。地形に沿うミサイルを発射。グレネードと併用して2つまで装備可。
- PCU

4つ目のゲージのパワーアップ。自機の周りにオプションが展開される。3種類あり、種類によって軌道や攻撃方法が異なる。最大3体まで装備可。なお、被弾等により破壊されてしまう。
- ガン

5つ目のゲージのパワーアップ。射程および威力が2段階までアップする。1段階パワーアップさせるのにゲージを5つ分進める必要があるものの、最優先にパワーアップさせておきたい装備。
- アーマー

5つ目のゲージのパワーアップで、メーターを一周させると『ガン』から表示が変化する。緑色の拡張装甲が自機に装着され、ダメージを2回分防いでくれる。
- クイック

5つ目のゲージのパワーアップで、メーターを二周させると『アーマー』から表示が変化する。自動連射可能になるが、途切れてしまいやすいのが欠点。

## ステージ
ステージ1
ステージ2
ステージ3
ステージ4
ステージ5
洞窟内のステージで、前半は大型ロボットが1機ずつほかは雑魚ロボットが出現し、後半では一定周期で上下に動くエレベーターを使って先に進むところがある。このステージからMカプセルを出す敵が多くなる。ボスはステージ2と同じボスが2機登場する。
ステージ6
上から下へ落下しながら進むステージで、壁には常に自機を狙う移動砲台がある。前半は雑魚ロボットばかりが出現し、後半では大型ロボットがいきなりレーザーを撃ってくる。後半の終わりに現われる2機の大型ロボットは、手を投げてくる。ボスは超大型ロボットで、ミサイルや手からレーザーを発射してくるほか、PCUを使ってくる。
ステージ7
敵要塞入口を思わせるシーンで、エレベーターで上へ上へと昇ってゆくことが多くなる。前半は雑魚ロボットがたくさん出現し、ときどき現われる大型ロボットはレーザーを撃ってくる。中盤はステージ1のボスUFOが2機登場する。後半に入ると天井面に戦闘機が次々発進するスクランブルハッチ3機、床に大型ロボットが3機がレーザー攻撃を仕掛けてくる難関にさしかかる。ボスは変形するロボットで、サイコロ状に変形して空中に飛んだときが攻撃のチャンスになる。
ステージ8
最終ステージ。このステージの途中でミスをすると、ステージの最初まで戻されてしまう。ステージ開始すぐのエレベーターに乗って上部を目指してゆくと、多くの雑魚キャラクターに混じって大型ロボットが現われる。ステージ7に似た仕掛けの難関を乗り切ると、今度はステージ3のボスが現われる。さらにエレベーターで上に昇ると、今度は大型ロボットが集団で現われる。エレベーターシーンが終わると、砲台が3門、ステージ2のボス、ステージ7のボスが順に現われ、ここをすぎるとラストボスとの対戦シーンとなる。